# Penstemon seorsus
Penstemon seorsus är en grobladsväxtart som först beskrevs av Aven Nelson, och fick sitt nu gällande namn av Karl Keck. Penstemon seorsus ingår i släktet penstemoner, och familjen grobladsväxter. Inga underarter finns listade i Catalogue of Life.